# Jgor Barbazza
Jgor Barbazza (Conscio, 31 luglio 1976) è un attore italiano.

## Biografia
Prima di lavorare come attore, Jgor Barbazza ha svolto diversi mestieri tra i quali il commesso, l'agente di commercio e l'autista magazziniere; inizia la sua carriera come protagonista di vari spot pubblicitari e lavora come indossatore, presentatore di sfilate di moda, inviato giornalista per un'emittente trevigiana (Antenna Tre), attore amatoriale di teatro e conduttore di serate mondane talvolta a sfondo sociale. Nel 2008 viene scelto da Paolo Bonolis per condurre Sanremolab. Nel 2009 è stato uno dei fondatori dell'associazione Team for Children (reparto di Oncoematologia pediatrica di Padova) che si occupa di aiutare bimbi affetti da leucemia e altre malattie gravi e assistere le loro famiglie.

### Vita privata
Dal 2010 è legato sentimentalmente all'attrice toscana Linda Collini. La coppia ha una figlia. È tifoso della Juventus.

## Filmografia

### Cinema
- '70 Settanta, regia di Mauro Curreri (2007)
- Un'insolita vendemmia, regia di Daniele Carnacina (2012)
- Eva Braun, regia di Simone Scafidi (2014)
- Lord of the Blue, regia di Domiziano Cristopharo (2016)
- Mad Macbeth, regia di Domiziano Cristopharo (2017)
- Un amore così grande, regia di Cristian De Mattheis (2018)
- 3/19, regia di Silvio Soldini (2021)

### Televisione
- CentoVetrine - soap opera (2009-2016)
- Che Dio ci aiuti - serie TV, seconda stagione (2013)
- Un medico in famiglia - serie TV, nona stagione (2014)
- Alex & Co. - serie TV, episodio 1x13 (2015)
- Papà blog - serie TV (2015)
- Don Matteo - serie TV, episodi 10x23 e 10x24 (2016)
- Sacrificio d'amore - serie TV (2017-2018)
- Provaci ancora prof! - serie TV, settima stagione (2017)
- Il paradiso delle signore - soap opera, terza stagione (2018-2019)
- Un posto al sole - soap opera (2019)
- Cancellazione gratuita - sitcom (2024)
- Una buona giornata - serie Tv (2024)

### Cortometraggi
- Mai così...vicini!, regia di Emanuele Ruggiero (2009)
- Zenzero e pallottole, regia di Andrea La Mendola (2010)
- Fine. Tutto inizia così, regia di Pietro Giau (2011)
- Io sono Aida, regia di Mattia Tempon (2018)
- Artista, regia di William Carrer (2020)
- Restera, regia di William Carrer (2021)

### Programmi
- In Vespa io e te - format televisivo e web (2014)
- Leotalk, programma sportivo in onda sul web e in Tv su Sportitalia (2021-2022)

## Teatrografia
- Pierino e il lupo di Sergej Prokof'ev - voce narrante e recitante, Gran Teatro La Fenice di Venezia (2015)
- Era tutta campagna di e con Jgor Barbazza e Davide Stefanato (in scena dal 2021)